# ریچفیلد (نبراسکا)
ریچفیلد(به انگلیسی: Richfield) شهری در ایالت نبراسکا کشور ایالات متحده آمریکا است که جمعیت آن در سرشماری سال ۲۰۱۰ میلادی، ۴۳ نفر بوده‌است.